# Jane Kelsbie
Jane Kelsbie é membro da Assembleia Legislativa da Austrália Ocidental pelo distrito eleitoral de Warren-Blackwood pelo Partido Trabalhista Australiano. Ela ganhou a sua cadeira nas eleições estaduais da Austrália Ocidental de 2021 com uma variação de 14,3% contra o candidato do Partido Nacional em exercício.
Kelsbie derrotou o ex-líder do WA Nationals, Terry Redman na eleição de 2021.